# Gaston Van der Poorten
Gaston Gregoire Van der Poorten (Lokeren, 9 mei 1893 - aldaar, 7 december 1940) was een Belgisch nijveraar en politicus voor de Katholieke Partij.

## Levensloop
Van der Poorten maakte zijn politiek debuut als gemeenteraadslid na de gemeenteraadsverkiezingen van 1932, waarbij hij vanop de 9e plaats op de katholieke kieslijst verkozen werd met 646 voorkeurstemmen. Na de gemeenteraadsverkiezingen van 1938 (waarbij de KVV en het VNV een concentratielijst hadden ingediend onder de naam Christelijk Vlaamsch Volksblok) trad hij toe tot het schepencollege. Na het overlijden van Auguste Raemdonck werd hij bij Koninklijk Besluit van 8 december 1939 aangesteld als burgemeester. Deze functie oefende hij uit tot zijn eigen dood een jaar later. Louis Van De Walle werd aangesteld als dienstdoend burgemeester.